# أوتشي أوكافور (لاعب كرة قدم)
أوتشي أوكافور (بالإنجليزية: Uche Okafor)‏ هو لاعب كرة قدم نيجيري في مركز حراسة المرمى، ولد في 10 فبراير 1991 في نيجيريا. شارك مع منتخب نيجيريا تحت 17 سنة لكرة القدم ومنتخب نيجيريا تحت 20 سنة لكرة القدم. أما مع النوادي، فقد لعب مع إينوغو رينجرز وكادونا يونايتد.

## وصلات خارجية
- أوتشي أوكافور (لاعب كرة قدم) على موقع الاتحاد الدولي (مؤرشف)  (الإنجليزية)
- أوتشي أوكافور (لاعب كرة قدم) على موقع قاعدة بيانات كرة القدم.إي يو (الإنجليزية)